# Color (węgierski zespół muzyczny)
Color – nieistniejąca już węgierska grupa muzyczna.

## Historia
Zespół Color został założony w 1975 roku w Debreczynie. W 1977 roku za piosenkę „Fényes kövek” zdobył nagrodę „Ki-Mit-Tud” na festiwalu Metronóm 77. Pierwsza płyta, zatytułowana I., została wydana w 1978 roku, a współtworzyła ją Judith Szűcs. W 1980 roku z zespołu odszedł FF Miki, co w połączeniu z wcześniejszymi zmianiami w zespole (przyjście László Pólyi i Emila Lámera) spowodowało zmianę stylu: zespół zaczął grać piosenki w stylu West Coast. Bracia Bokor po jednym z zagranicznych tournée w 1984 roku nie wrócili do kraju, i zespół został rozwiązany. FF Miki próbował w 1985 roku reaktywować grupę pod nazwą Su/Color, ale zakończyło się to niepowodzeniem, i został członkiem grupy Non Stop.

## Skład zespołu
- Attila Bokor – wokal, instrumenty perkusyjne (1975–1984)
- Gyula Bokor – wokal, instrumenty klawiszowe (1975–1984)
- Tibor Bokor – wokal, gitara basowa (1975–1984)
- Miklós Felkai – wokal, gitara (1975–1980)
- Emil Lámer – gitara (1980–1984)
- László Pólya – wokal, wiolonczela (1978–1984)

## Dyskografia
- I. (1978)
- Új színek (1982)
- Új színek (1999, wznowienie na CD)